# Zmicier Žylunovič
Zmicier Chviedaravič Žylunovič (tiếng Belarus: Зміцер Хведаравіч Жылуновіч; 4 tháng 11 năm 1887, Kapyĺ - 11 tháng 4 năm 1937, Mogilev)  bút danh Ciška Hartny (tiếng Belarus: Цішка Гартны) là nhà văn, nhà thơ, nhà hoạt động dân tộc Belarus, giữ chức Chủ tịch Byelorussia Xô viết năm 1919.

## Tiểu sử
Năm 1905, Žylunovič tham gia cách mạng ở Nga. Sau đó, ông về quê học trung học hai năm. Năm 1906, ông bắt đầu làm thợ thuộc da nhưng nhanh chóng chuyển sang làm báo. Trước Thế chiến thứ nhất, Žylunovič hoạt động tại Sankt-Peterburg cùng với các đồng chí bolshevik quanh "Pravda". Năm 1913, ông xuất bản những bài thơ đầu tiên viết bằng chữ Latinh Lacinka.
Năm 1917, ông có chân trong Ủy ban Nhân dân Byelorussia. Tháng 6 năm 1917, ông nắm quyền lãnh đạo Hiệp hội Xã hội chủ nghĩa Belarus. Tháng 2 năm 1918, ông đại diện cho Ủy ban Nhân dân Belarus trong chính quyền Nga Xô viết và làm biên tập báo DZiannica.
Tháng 10 năm 1918, ông gia nhập Đảng Cộng sản Liên Xô. Ngày 1 tháng 1 năm 1919, ông giữ chức Chủ tịch chính quyền xô viết công nông lâm thời Byelorussia mới thành lập. Tháng 2, do quan điểm chính trị hợp tác với cánh tả Cộng hòa Nhân dân Belarus, Žylunovič bị bắt nhưng được thả ngay. Trong vài tháng, ông làm chính ủy Hồng quân.
Năm 1920, ông được vào Ban Chấp hành Trung ương Byelorussia Xô viết. Năm 1927-1929, ông là phó Ban Chấp hành Trung ương Đảng Cộng sản Belorussia và Đảng Cộng sản Liên Xô.
Ông biên tập các báo tiếng Belarus Savieckaja Bielaruś và Polymia, đồng thời xuất bản thơ, tiểu thuyết và truyện ngắn của mình. Năm 1928, ông trở thành giáo sư Viện Hàn lâm Khoa học Cộng hòa Xã hội chủ nghĩa Xô viết Byelorussia .
Tháng 1 năm 1931, ông bị khai trừ khỏi đảng ghi bị gán cho là đứng đầu tổ chức Liên minh giải phóng Belarus bịa đặt và bị kết án 10 năm trong trại lao động.
Sau 5 năm Žylunovič được thả nhưng bị bắt lại năm 1936. Ngồi tù được một năm, ông được chuyển đến bệnh viện tâm thần ở Mogilev. Thông tin chính thức cho biết ông qua đời sau 4 ngày nằm viện vì phổi hoại thư. Các sử gia đều cho rằng Žylunovič đã tự sát, nhưng cũng có ý kiến cho rằng ông bị mưu sát.

## Tưởng niệm

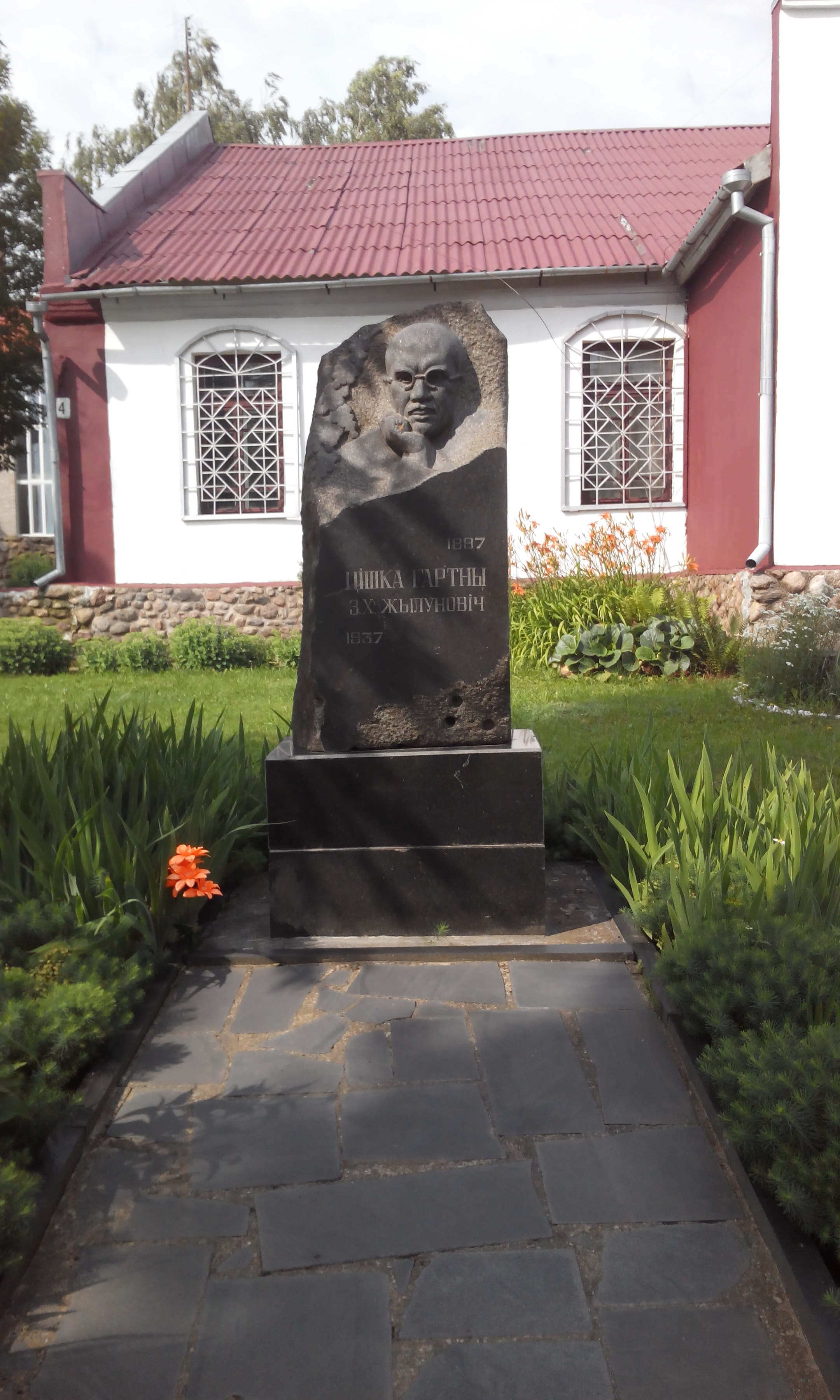
Tượng đài Žylunovič gần bảo tàng ở Kapyĺ

Một tấm bảng tưởng niệm Zmicier Žylunovič treo trên tường nhà nơi ông sinh ra, số 39 đường Žylunovič tại Kapyĺ do chính quyền đưa ra năm 1995.

## Ấn phẩm
- Pieśni (Sankt Peterburg 1913)
- Uzhorki i niziny (tuyển tập báo chí, Minsk 1928)
- Homan zarnic (văn xuôi, truyện ngắn, Minsk 1932)